# ملحیه اسماعیل‌اغلو
ملحیه اسماعیل‌اغلو (انگلیسی: Meliha İsmailoğlu؛ زادهٔ ۱۷ سپتامبر ۱۹۹۳) بازیکن والیبال، و بازیکن والیبال ساحلی اهل بوسنی و هرزگوین است.
از باشگاه‌هایی که در آن بازی کرده‌است می‌توان به باشگاه والیبال اجزاجی‌باشی و باشگاه والیبال زنان فنرباغچه اشاره کرد.